# 梁庄乡 (南乐县)
梁庄乡是中国河南省濮阳市南乐县下辖的一个乡。

## 行政区划
梁庄乡下辖：梁村、宋庄村、申庄村、东郭村、大郭村、张村、西王村、安庄村、梁村、铺村、邵庄村、千佛村、吴村、前翟村、后翟村、袁庄村、孙庄村、北张庄村、韩庄村、玉皇庙村、吴家庄村、西崇町村。